# Paul Delvaux
Paul Delvaux (ur. 23 września 1897 w Antheit, zm. 20 lipca 1994 w Veurne) – belgijski malarz, surrealista tworzący wcześniej w nurcie neoimpresjonizmu i ekspresjonizmu.

## Życie i działalność
Urodził się na prowincji, był synem prawnika. W dzieciństwie uczył się muzyki oraz języka greckiego i włoskiego. Szczególnie interesowała go twórczość Juliusa Verne i Homera, co znalazło później odbicie w jego obrazach (w początkowych pracach przedstawiał głównie sceny mitologiczne). Pod wpływem rodziców niechętnych jego karierze malarskiej podjął studia na wydziale architektury w brukselskiej Académie Royale des Beaux-Arts (1917-1924). Kształcił się też jednak w malarstwie dekoracyjnym u Constanta Montalda i Jeana Deville’a.
W tym czasie malował głównie naturalistyczne pejzaże; w latach 1920-1925 powstało około 80 prac zaprezentowanych na pierwszej indywidualnej wystawie malarza (1925). W okresie 1920–1930 artysta przedstawiał głównie akty na tle pejzaży, wzorując się na twórczości takich flamandzkich ekspresjonistów jak Constant Permeke i Gustave De Smet. Szczególnie silny wpływ okresowo miało na niego malarstwo Jamesa Ensora. W 1925 poznał Magritte'a i de Chirico, którzy jako kolejni wywarli istotny wpływ na ukształtowanie się jego osobistego stylu, a w 1930 dołączył do ugrupowania L'Art Vivant. Styl artysty dodatkowo zwrócił się ku sztuce metafizycznej przy fascynacji malarstwem de Chirico, z którym zacieśnił łączące ich więzi i o którym mówił: „Z nim zrealizuję wszystko, co jest tylko możliwe – przemysłowe miasta z cichymi ulicami, zapełnione ludzkimi cieniami, których nie widać. Nigdy nie zastanawiałem się, czy to jest surrealizm, czy nie”.  

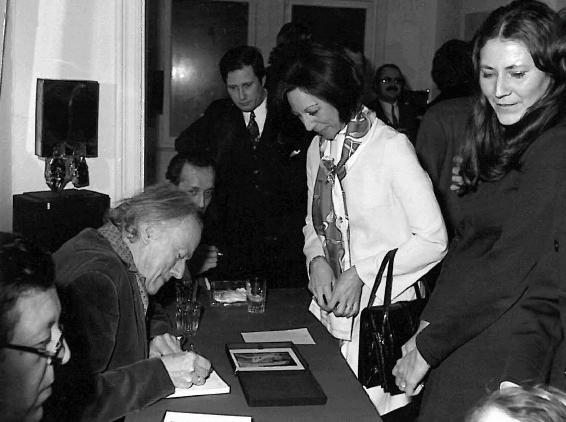
Artysta wpisujący dedykacje (Bruksela, 1972)

Rok 1934 stanowił punkt zwrotny w całej karierze malarza, który uczestniczył w wystawie organizowanej w Paryżu przez surrealistyczne pismo "Minotaure". W 1938 wziął udział w międzynarodowej wystawie surrealistów organizowanej przez ich czołowego teoretyka André Bretona. Podwójny wpływ de Chirica i Magritte'a skierował go zdecydowanie ku surrealizmowi, z którym zwykle wiąże się jego malarstwo, wymieniając go wśród czołowych postaci owego kierunku. Oficjalnie jednak do tego ruchu nie przystał i zachował twórczą niezależność, nie utożsamiając się z ideowym twierdzeniem, iż „surrealizm jest scholastycznym sensem świata”. Dystansując się też od propagowanego przez nadrealistów automatyzmu, pozostał przy tradycyjnym warsztacie malarskim.
Dla twórczości Delvaux charakterystyczne są nagłe zwroty, podyktowane emocjonalnie przemiany i radykalne zmiany kierunku. Po zapoznaniu się z sugestywnie ekspresyjnym malarstwem Ensora zniszczył swe wcześniejsze prace powstałe pod wpływem neoimpresjonizmu; podobnie po zafascynowaniu twórczym dziełem Magritte'a unicestwił obrazy tworzone dotychczas w nurcie ekspresjonizmu.   

## Charakter twórczości
W nurcie surrealistycznym rozwijał konsekwentnie swą stylistykę w sposób niezależny, dochodząc do tego, co określane jest mianem „realizmu magicznego”. Jako twórca poszukiwał inspiracji zarówno w sztuce antycznej i renesansowej, jak i w ówczesnej fotografii oraz popularnych wtedy figurach woskowych. W kompozycjach kojarzących się ze scenami z sennych marzeń powielane są postacie sztywnych, melancholijnych kobiet na tle kolumnad, ogrodów, opustoszałych ulic, dworców kolejowych; nierzadkim elementem są ludzkie szkielety i czaszki. Te przesycone chłodnym erotyzmem wyobrażenia emanują nastrojem zagadkowości, tajemniczości i niepokoju (Kobieta z różą, 1936; Niespokojne miasto, 1941; Szkielety, 1944; Akty w mieście antycznym, 1946; Wiek żelaza, 1952). 
Metafizyczna przestrzeń obrazów de Chirico łączy się w tych obrazach z wyalienowaniem typowym dla obrazów Magritte’a. Klasycyzującą architekturę i wnętrza (świątynie, place, ulice, księżycowe miasta i puste pokoje) wypełniają postacie posągowo statycznych kobiet, często obnażonych, tajemniczo zmysłowych i niedostępnych, podczas gdy zimne, przytłumione barwy akcentują ich nieprzeniknioność i wewnętrzne zamknięcie (Kobieta w lustrze, Odwiedziny, Schody). Artystyczną obsesją malarza (poza kompozycjami ze szkieletami) staje się typ młodej i pięknej kobiety, nagiej lub nieznacznie okrytej (Ręce, Chrysis), wyrażający skryte pragnienie zbliżenia do istoty idealnej. Upodobanie do form zharmonizowanych łączy się u niego z drobiazgowym odtwarzaniem przedmiotów, choć nazbyt wypracowane przeszkadza ono skupieniu uwagi na głównym obiekcie obrazu. Dodatkowy element wyobrażeń tej nadnaturalnej rzeczywistości stanowi gładka, niemal akademicko dopracowana faktura obrazu. 
Twórczość Delvaux pozostając klasyczna pod względem środków, jest zarazem surrealistyczna pod względem koncepcji. Jako taka ma charakter wybitnie nierzeczywisty, metafizyczny i oniryczny. Rzeczywistość obiektywna interesuje artystę jedynie na tyle, na ile służyć może ujęciu jego sennych marzeń, w których następują niezwykłe zetknięcia miejsc i ludzi, ich wzajemnych odniesień i kontrastów, emanujących poetyczny niepokój. Jego początkowo ciemna paleta barw rozjaśnia się do żywszej kolorystyki, na co wpływ mogły mieć podróże po Włoszech i styczność z tamtejszym krajobrazem. 
W podobnej poetyce i stylistyce artysta tworzył po II wojnie światowej malowidła ścienne, np. Mityczna podróż (1947) w kasynie w Claudfontaine czy Ziemski raj (1959) w  brukselskim Palais des Congrès.   

## Wybrane prace

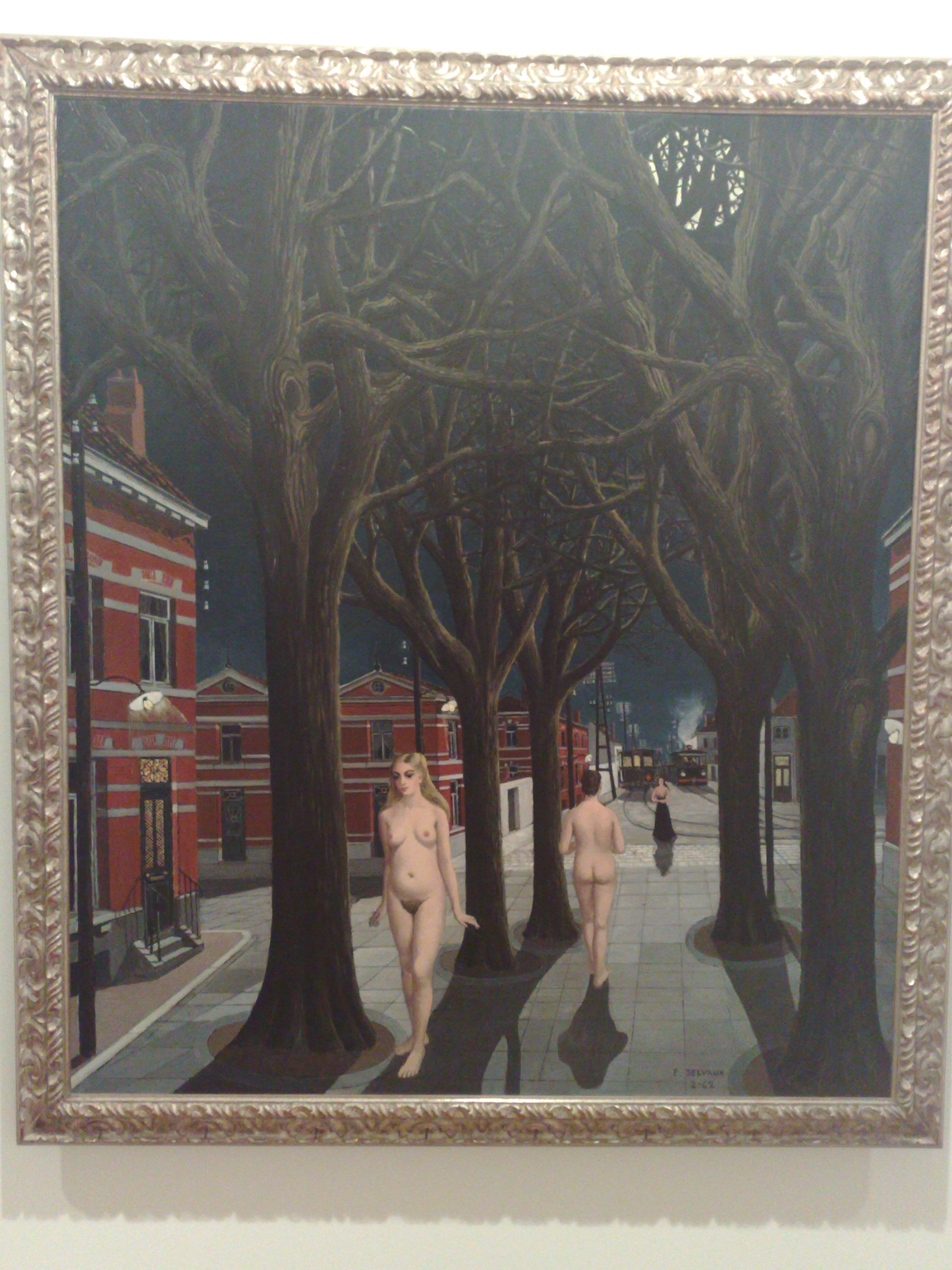
Piękności nocy

- Kobieta w lustrze (1936)
- Piękności nocy (1936)
- Narodziny dnia/Jutrzenka (1937)
- Odwiedziny (1939)
- Ręce (1941)
- Uśpiona Wenus (1943)
- Szkielety w biurze (1944)
- Schody/Akt na schodach (1946)
- Nocny tramwaj (1947)
- Stacyjka nocą (1959)
- Panny z Tongres (1962)
- Chrysis (1967)
- Rozmowa (1974)
- Hołd Felliniemu (1981)